# 織女一
織女一，又稱為織女星或天琴座α（α Lyr或α Lyrae），是天琴座最明亮的恆星，在夜空排名第五，是北半球第二明亮的恆星，僅次於大角星。與大角星及天狼星一樣，是非常靠近地球的恆星，距地球只有25.3光年；也是太陽附近的明亮恆星。在中國古代的「牛郎織女」神話中，織女為天帝孫女，故亦稱天孫。
織女星有大量研究，「無疑是天空中第二重要的恆星，僅次於太陽」。織女星大約在西元前1萬2千年曾是北半球的極星，但因歲差現象，它在13727年會再度成為北極星，屆時它的赤緯會達到+86°14'。織女星是太陽之外第一顆由人類拍攝下來的恆星，也是第一顆有光譜紀錄的恆星。它也是很早就由視差測量估計出距離的恆星。織女星也曾是測量光度亮度標尺的校準基線，是UBV測光系統用來定義平均值的恆星之一。在北半球的夏天，觀測者多半可在天頂附近的位置見到織女星，因為身為天文學星等的標準，其視星等定義為0等，因此天文學家以織女星作為光度測定標準。
織女星年齡只有太陽的十分之一，但質量是太陽的2.1倍，預期壽命也只有太陽的十分之一；這兩顆恆星目前都在接近壽命的中點上。織女星的光譜分類為A0V，溫度比天狼星的A1V稍高。它仍处於主序星階段，把核心內的氫聚變成氦來發光發熱。織女星比氦重（原子序數較大）的元素豐度異常低，織女星光度有輕微的周期變化，因此天文學家懷疑它是變星。它的自轉相當快，赤道自轉速度每秒274公里。離心力使其赤道向外突起，溫度變化通過光球表面在極點達到最大。地球觀測者視線朝著織女星的極點。天文學家經測定後得知織女星每12.5小時自轉一周，整顆恆星呈扁平狀，赤道直徑比兩極長23%。
天文學家觀測到織女星紅外線輻射超量，顯示織女星似乎有塵埃組成的拱星盤。這些塵粒可能類似於太陽系的柯伊伯带，是岩屑盤中天體碰撞產生的結果。這些由塵埃盤造成紅外線輻射超量的恆星歸類為類織女恆星。織女星盤的分布並不規則，顯示至少有一顆大小類似木星的行星環繞著織女星公轉。

## 观测历史
針对天体攝影的天体摄影术诞生于1840年，當时约翰·威廉·德雷伯使用银版照相法拍攝月球。哈佛大学天文台科學家喬治·菲利普斯·邦德（George Phillips Bond）和約翰·亞當斯·惠普爾（John Adams Whipple）在1840年7月17日拍攝织女星，成為人類第一顆（除了太阳以外）攝影的恒星，也是使用银版照相法。亨利·德雷伯在1872年8月拍攝织女星时得到第一张恒星光谱照片。这也使得他成为第一个展现恒星吸收谱线的人。天文學家已在太阳的光谱辨识出类似的光谱线。威廉·哈金斯在1879年利用织女星和类似恒星的光谱照片來辨认一系列在该类恒星裡普遍存在的12条“非常强烈的谱线”。後來天文學家辨认出這是氢原子的巴耳麥系谱线。從1943年開始，天文學家將织女星光谱列入分類其他恆星的標準。
天文學家可以藉由地球環绕太阳公转时，织女星相对於背景恆星的视差测量出它與地球之間的距離。歷史上首先發表恒星视差的人是瓦西里·雅可夫列维奇·斯特鲁维，他宣称的织女星视差值是0.125弧秒（0.125″），但是弗里德里希·威廉·贝塞尔怀疑斯特鲁维發表的数据。当贝塞尔公布恒星系统天鹅座61的视差为0.314″时，斯特鲁维把织女星的视差修正为先前的两倍左右。这次修正使斯特鲁维公佈的数据更有疑問，因此当时大部分天文学家（包括斯特鲁维在内）都认可贝塞尔的数据才是歷史上首次的视差觀測。然而令人吃惊的是，斯特鲁维原本公佈的数据与当前天文学家接受的數值0.129″其實非常接近。
地球上看到的恒星亮度是使用标准化的对数刻度－视星等來表示，它随着恒星亮度的增加而减小。肉眼能见的最暗恒星为6等星，而最亮的恒星天狼星星等为-1.47等。为了标准化这个对数刻度，天文学家选择织女星来作为所有波长的0星等。因此多年以来，织女星作為绝对光度测定的亮度刻度。然而这種規定没有延續至今，现在视星等的零点普遍使用特定数值的光流量表示。这种方法对于天文学家来说更简便，因为织女星并不能永远作为度量标准。
UBV测光系统测量通过紫外、蓝和黄色滤光片的恒星星等，並分别用U、B、V表示。天文學家在1950年用六颗恒星设置UBV测光系统的初始平均值，织女星是其中一粒。这六颗恒星的平均星等定义为U－B＝B－V＝0。实际上，这些恒星在黄、蓝和紫外部分的电磁光谱的星等都一样。因此织女星在可视的范围内有相對接近的电磁波谱（波长范围为350-850纳米，人眼大部分都能够看见），因此光流量密度大致相等，为2000至4000Jy。然而织女星的光流量密度在红外波段大幅降低，每5平方毫米约100Jy。
天文學家在1930年代对织女星的光度测定顯示這顆恆星有近±0.03星等的微小光度变化，这个波动范围接近当时观测能力的极限，所以天文學家对於织女星光度是否發生变化存有争议。大卫·邓拉普天文台（David Dunlap Observatory）在1981年重新测量了织女星的星等并显示出它有轻微的光度变化，因此天文學家建议將织女星归类为盾牌座δ变星。这类恒星以类似的方式振荡，使得恒星的光度存在周期性的脉动。虽然织女星符合这类变星的物理特性，但其他观测者却没有发现这种变化，因此织女星的光度变化可能是测量的系统误差造成。
天文學家在1979年使用美國白沙飛彈靶場發射的X射線望遠鏡觀測到织女星發出X射線，也是人類首次在太陽以外的單主序星觀測到這種現象。织女星在1983年成为天文學家发现第一顆擁有尘埃盘的恒星。红外線天文衛星（IRAS）发现织女星发出红外超辐射，这種現象可能是恒星加热尘埃盘而辐射出来。

## 可见度

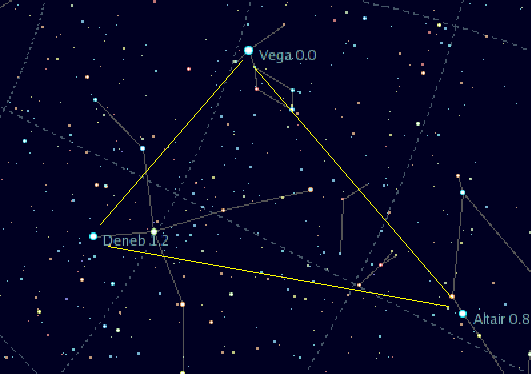
夏季大三角

在夏夜的北半球中纬度地区，织女星經常出現在天顶附近；而对于冬天的南半球中纬度地区，织女星一般低垂在北方的地平线上。由于织女星的赤纬是+38.78°，因此觀測者只能在51° S以北的地區看见它。在南极洲以及南美的大部分地区，织女星不会升到地平线上。在+51° N以北的地區，织女星一直位于地平线上，成為一顆拱极星。织女星會在7月1日午夜左右經過天球子午线，當時的位置最接近天頂。
织女星位于称作夏季大三角的大範圍星群中，夏季大三角包括天琴座的织女星、天鹰座的牛郎星以及天鹅座的天津四。这个三角形近似一个直角三角形，织女星位于其直角顶点上。由于附近鲜有亮星，所以夏季大三角在北部天空非常突出。
四月天琴座流星雨是大型流星雨，每年在4月21至22日左右达到極大期。当小型流星以很高的速度进入地球大气时，它的物质將會蒸发并产生一道光。众多流星在流星雨期间从同一个方向出現，以观测者的角度来看，它们发光的尾迹似乎是从天空中的同一点辐射出去。天琴座流星雨的辐射点就在织女星附近，因此也常称为天琴座α流星雨。天琴座α流星雨实际由佘契爾彗星引起，与织女星没有关系。

## 物理特性
织女星的光谱型为A0V，是一颗主序星，顏色為白中透蓝，其核心正在发生氢變成氦的核聚变。由于大質量的恒星比小質量的恒星核聚变更快，所以织女星停留在主序星的时间只有约10亿年，只有太阳的十分之一。织女星当前的年龄大约是4亿5500萬年，已經快要超过它在主序星阶段寿命的一半。织女星脱离主序星阶段后，将变成一颗M型的红巨星并失去大部分質量，最终成为一颗白矮星。织女星目前的质量超过太阳的2倍，實際光度為太阳的37倍。织女星可能是一颗盾牌座δ变星，光变周期约0.107天。
织女星核心产生的能量来自于碳氮氧循环（CNO循环），这是一种以碳、氮、氧原子核为中介，把质子聚合为氦的核聚变过程。該核聚变过程约需1500万度高温，高於太阳核心温度，也比太阳的质子－质子链反应效率還高。碳氮氧循环对温度高度敏感，紧邻的对流层将核心区聚变反应产生的“灰”均匀散布，对流层外圍是辐射层，最外层則是大气层。这与太阳形成鲜明的对照：太阳的中心是辐射层，其外覆盖的是对流层。
天文學家已经对照“标准光源”精确测量织女星的能量通量。這顆恆星在波长为5480Å的波段光通量为3650Jy，误差范围2%。氢的吸收光谱线在织女星的可见光谱中占據主导地位，特别是在电子主量子数n＝2的巴耳末系。其他元素的谱线相对来说比较微弱，其中比较强烈的谱线是电离的镁、铁、钙线。织女星的X光辐射很微弱，表明织女星的日冕肯定很微弱甚至不存在。因為織女星的極點朝向地球，所以極區日冕洞可能存在。天文學家可能難以証實日冕確實存在，因為許多X光並不會隨可見光一起由恆星發射出去。
南日比戈尔峰天文台（Observatoire du Pic du Midi de Bigorre）有天文学家小组使用磁分光偏振法偵测到织女星的表面存在磁场，这是天文学家首次在A型光谱型恒星、而不是Ap和Bp星这类化学豐度特殊的特殊星上偵测到磁场。其磁場视线方向的平均磁通量为−0.6±0.3高斯与太阳表面的平均磁场强度相当。織女星的磁場約為30高斯，而太陽約為1高斯。

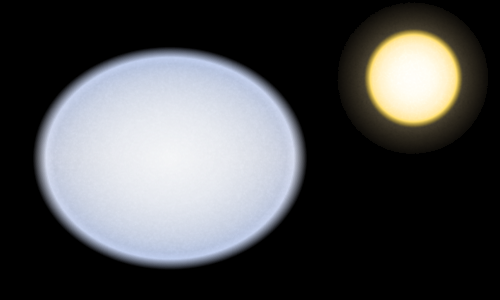
织女星（左）与太阳（右）的大小比较

### 自轉
天文學家曾使用过干涉仪來精準测量织女星半径，结果显示其半径为太阳的2.73±0.01倍，比天狼星半径大60%，但恒星模型显示它应该只比天狼星大约12%，天文學家認为這是因為我们观测到高速旋转的织女星極區。高分辨率天文中心（CHARA）干涉仪在2005年至2006年之間的观测证实了这項推論。
织女星的自转轴与地球觀測者的视线夹角不會超過5°。這顆恆星赤道附近的恒星自转速率约每秒274公里（相当于自转周期为12.5小时），已达到因离心力效应而解体的速率上限93%。快速自转导致织女星形狀明显变扁，赤道半径比极半径大23%。（织女星极半径为太阳的2.26±0.02倍，赤道半径为太阳的2.78±0.02倍）地球上觀測者的视线几乎正对着它的极区，因此織女星看起來比較大。
织女星的两极地區重力加速度大于赤道地区，所以天文學家根据冯·塞佩尔定理推斷两极地區的光度也比赤道地区高。这種情況可以从恒星表面有效温度的变化上觀測到：极区温度高达1万K，而赤道区域约为7600K，所以赤道面的亮度仅为极区的一半。这種情況导致强烈的重力昏暗效应：相对于普通的基本球对称恒星而言，如果从极区方向觀測织女星，它会比预期的還要黑暗。温度梯度还意味着赤道周围可能存在对流区，而其余的大气层基本都处于辐射平衡。
假如织女星是一颗普通球对称且缓慢自转的恒星，那么按当前测定的距离來說，它的绝对光度将是太阳的57倍，远大于同等质量普通主序星的绝对光度。實際上织女星的绝对光度约为太阳的37倍，而天文學家發現高速旋转現象解决了这个矛盾。
因為织女星长久以来都是望远镜标定的标准星（视星等≈0），高速旋转的发现可能将挑战那些將織女星視為普通球对称恒星的推论。随着其自转速度、自转轴倾角的确定，天文學家可望改进仪器的校准精度。

### 元素豐度
天文学家把原子量比氦更大的元素称为“金属”。织女星光球层的金属豐度只有太阳大气层金属豐度的32%。（跟织女星一样，天狼星的金属豐度也只有太阳的三分之一。）太阳的金属豐度（即比氦更重的元素豐度）约为ZSol＝0.0172±0.002。从豐度上来说，织女星只有0.54%的组成元素比氦更重。
因為金属含量异常地低，所以织女星是一颗牧夫座λ型星。然而光谱型A0-F0恒星为何出現如此罕见的化学组成仍旧是个未知数，可能這些化学成份已經扩散出去或恆星质量下降所造成，虽然恒星模型显示这種情況通常只发生在恒星的氢燃烧阶段末期。這顆恒星诞生于金属含量异常低的气体尘埃等星际物质中則是另一种可能的原因。
天文学家观测到织女星的氦氫比为0.030±0.005，比太阳低约40%，可能是由于其表面附近的氦对流层消失引起。辐射层取代能量传递可能導致這種与扩散作用大不相同的異常情況。

### 运动学
恒星的径向速度是該恒星沿着地球视线方向的运动分量。织女星遠離远离地球時发出的光线频率会降低（偏红）；逐漸接近地球時，频率则会升高（偏蓝），因此天文学家可以藉由測量恒星光谱的红移或蓝移量来计算恆星運動速度。天文学家对织女星的精确测量表明其红移值为每秒−13.9±0.9公里，负号表示其相对运动朝向地球。
恒星自行会使恒星相对于更遙远的背景恆星位置產生变化。天文学家对织女星的精确测量顯示它的自行为：赤经方向每年202.03±0.63毫弧秒，赤纬方向每年287.47±0.54弧秒。织女星的總自行为每年327.78弧秒，所以它的位置在1萬1000年内會移动一度之多。
织女星在銀河座標系統中的空间速率分量为（U，V，W）＝（−16.1±0.3，−6.3±0.8，−7.7±0.3），總空间速率为每秒19公里。面向太阳方向的径向速率分量每秒−13.9公里，切向速率每秒9.9公里。虽然织女星目前只是夜空中第五明亮的恆星，但是因为其逐渐接近太阳而缓慢地变亮。织女星大約在21萬年后将成为地球夜空中最明亮的恆星；然後在29萬年后达到最高峰（視星等−0.81），它將是夜空中最明亮的恆星長達27萬年。
織女星的運動數據顯示它屬於北河二移動星群的成員，但是織女星的年齡比其他成員都老，所以是否真有這樣的集團仍有爭議。北河二移動星群大約有16顆恆星，包含天鈎五、氐宿增七、氐宿一、北河二及北落師門。這些恆星在宇宙中以共同的速度朝向同大致的方向運動，並有共同的起源，都誕生自同一團疏散星團。北河二移動星群年齡估計介於1至3億年間，平均空間速度為每秒16.5公里。

## 行星系统

### 红外超量

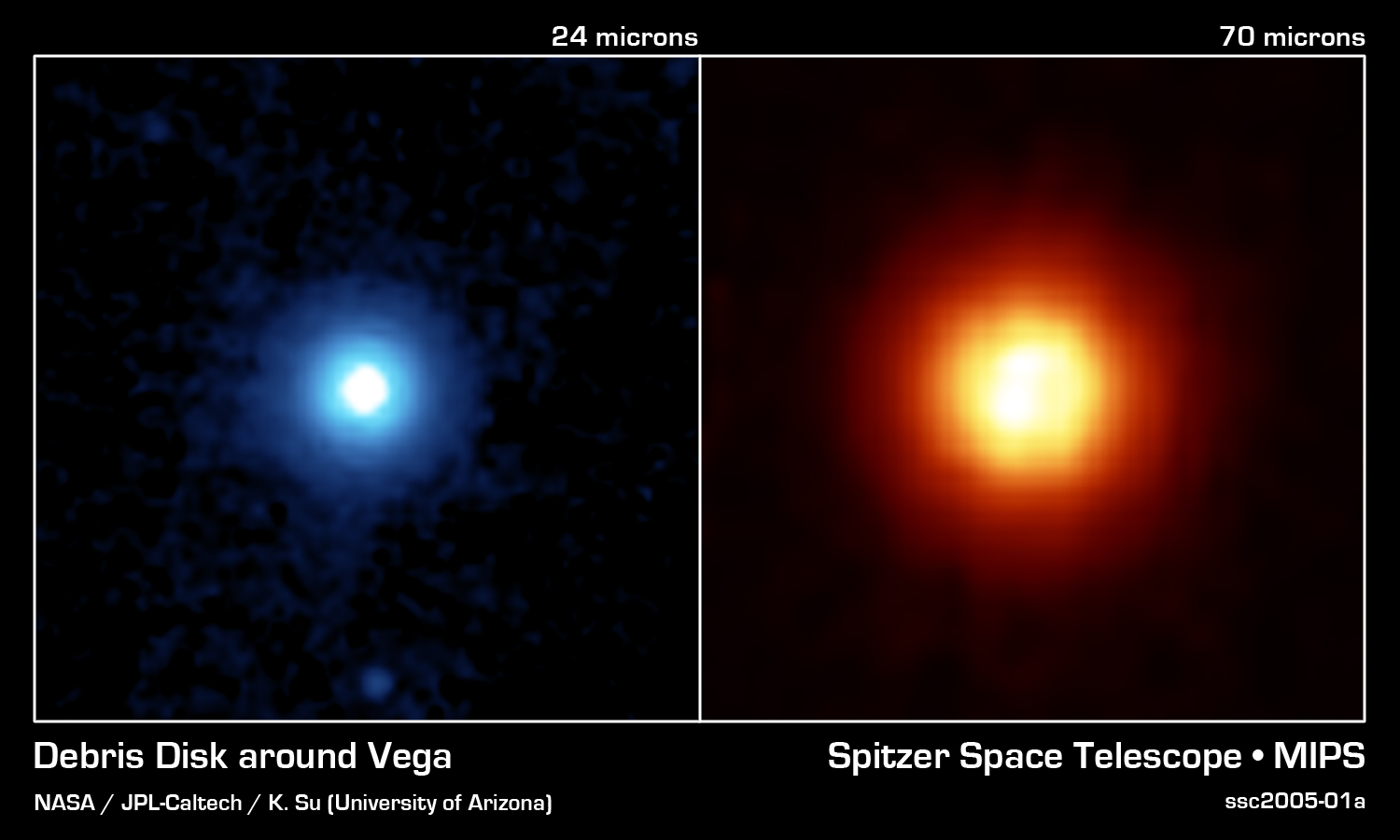
織女星周圍岩屑盤的中紅外線（分別為24微米與70微米）影像

紅外線天文衛星發現織女星有紅外過量現象，超過了單一恆星應有的紅外線通量，這也是天文學家對織女星的早期研究結果之一。這些過多的紅外線在25、60、100微米波長的測量中都來自以恆星為中心的10弧秒角半徑範圍內。根據天文學家測量到的織女星距離，這相當於80天文單位（地球環繞太陽公轉的平均軌道半徑）距離。有人認為這些輻射來自環繞恆星尺寸只有毫米大小的顆粒，因為比這更小的顆粒最終都會因坡印廷－羅伯遜拖曳的輻射壓力而從恆星系統移除。輻射壓力會將軌道中以螺旋向內運動的塵埃粒子推擠出去，效果對越近恆星的微小顆粒越顯著。 
天文學家後來持續以193微米波長觀測織女星，發現這些顆粒的通量低於預期，表示這些顆粒大小必須只有100微米甚至更小。如果要在環繞織女星的軌道上維持一定數量的塵埃，就必須不斷補充需求，一套可能維持塵埃數量的機制是盤面中合併天體坍縮並不斷形成行星。根據實際模型顯示如果從極軸的方向觀察，塵埃分布在半徑120天文單位的圓盤面上，而且圓盤中心有一個半徑不小於80天文單位的洞。
在發現織女星周圍的紅外超之後，天文學家也發現其它恆星因為塵埃的排放所產生的也出現類似的異常現象。迄2002年，天文學家大約已發現400顆這類恆星，他們歸類為"類織女星"或"織女星超"恆星，並相信這些發現可能會提供太陽系起源的線索。

### 岩屑盤

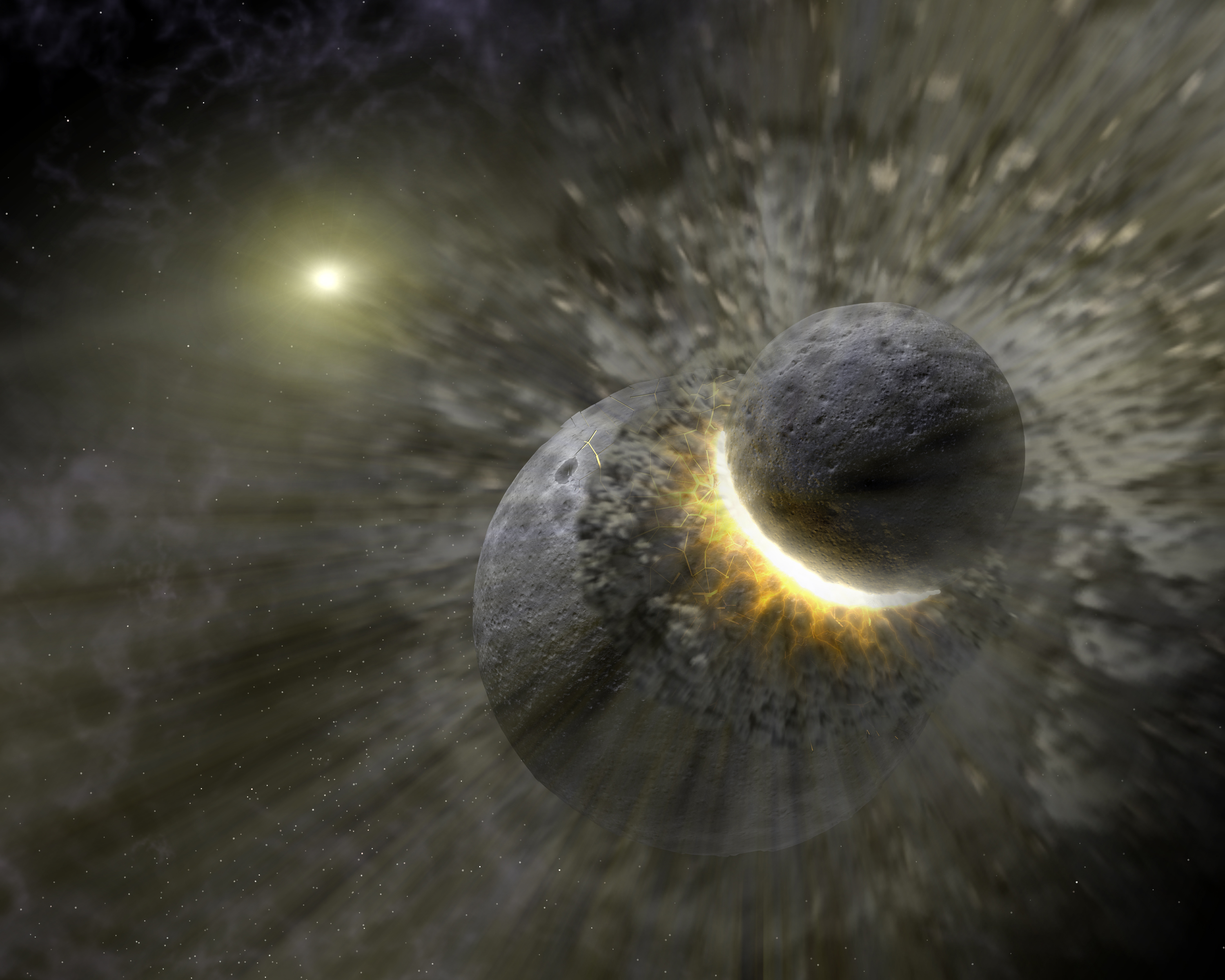
藝術家想像矮行星大小的天體在近期的碰撞，可能造成環繞著織女星這顆恆星周圍的塵埃環

史匹哲太空望遠鏡在2005年獲得織女星塵埃的高解析影像，顯示塵埃盤在波長24微米延展至43″（330天文單位），在波長70微米是70″（543天文單位），而在波長160微米是105″（815天文單位）。這些分布更廣泛的塵埃盤是由大小在1–50微米的球形和不規則塵埃粒子所構成，估計這些塵粒的總質量是3×10-3倍地球質量。這些塵粒須要類似太陽系古柏帶的小行星互相碰撞才能產生。因此這些塵埃比較像環繞織女星的岩屑盤，而不是早先所認為的原行星盤。
天文學家估計岩屑盤內徑是11″±2″（70至102天文單位），該塵埃盤是較大型岩屑碰撞後輻射壓將產生的碎片推向外圍所產生。天文學家根據織女星的壽命，認為須要巨大的起始質量（估計為數百倍木星質量）來維持其塵埃盤。因此原先產生中等大小（或更大）的彗星或小行星可能性更高，後來這些天體與小型的天體或其它物體碰撞，結果產生更小的碎片。相較於恆星年齡，這塵埃盤比較年輕，除非有其它的碰撞事件繼續產生更多的塵粒，它最終將會消失。
帕洛瑪測試干涉儀在2001年的觀測結果與稍後威爾遜山天文台高分辨率天文中心在2006年的觀測結果都顯示織女星擁有內塵埃帶。這個外星黃道塵位在距離恆星8天文單位的範圍內，可能是恆星系內動力擾動的證據。它可能是彗星或小行星猛烈轟擊造成，並且可能是行星系統存在的證據。

### 可能存在的行星

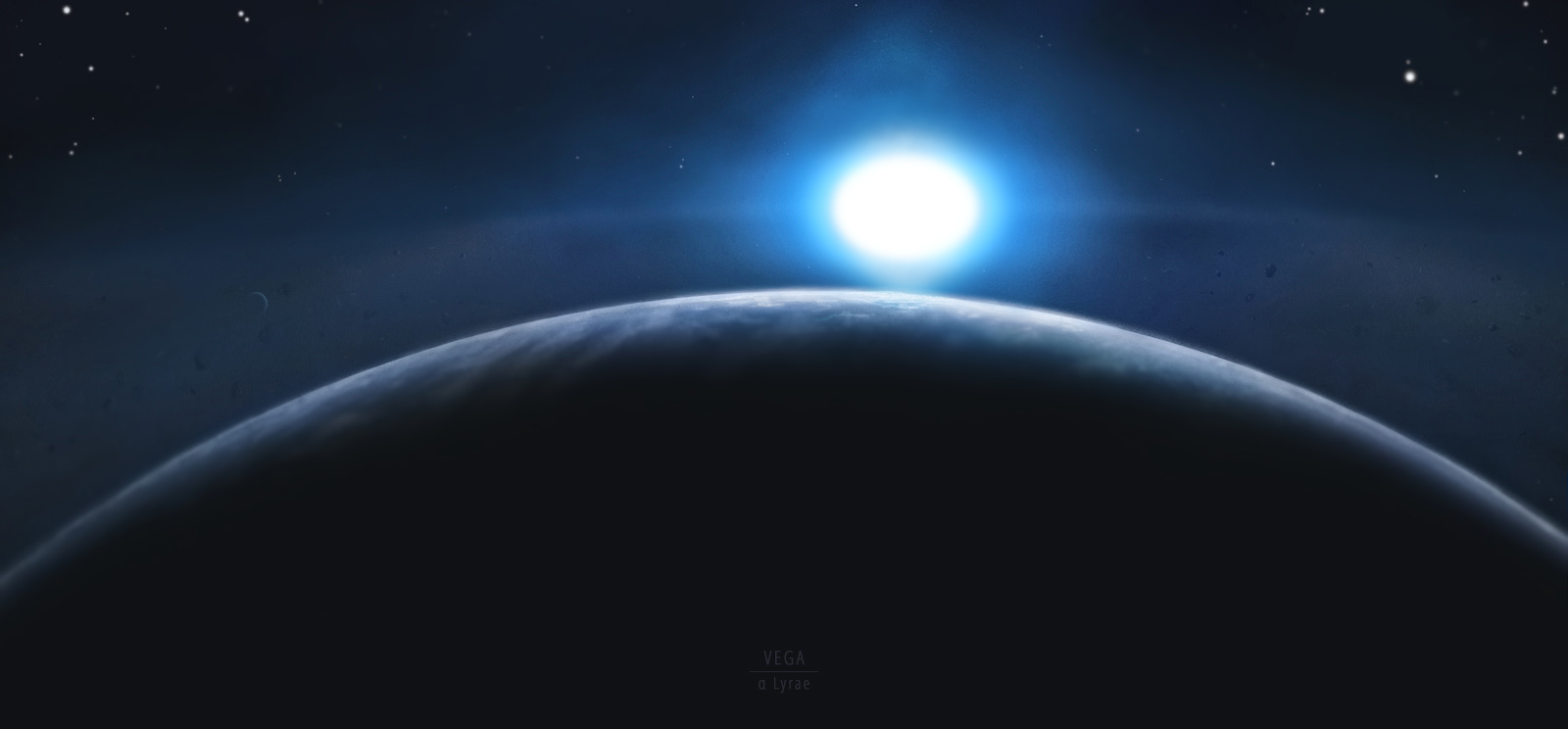
藝術家所描繪的織女星假想行星

詹姆斯·克拉克·麥斯威爾望遠鏡在1997年的觀測顯示織女星中心區有朝向東北延展9″（70天文單位）的明亮區域。這張可能存在的塵埃盤若不是受到行星攝動，就是有由塵包覆的天體在軌道上運轉。然而凱克望遠鏡的影像排除了有亮度在16等以上，超過12倍木星質量的天體存在，夏威夷聯合天文中心和加州大學的天文學家認為這個影像可能是行星系仍然在形成的證據。
天文學家要確定行星的性質相當困難，一篇發表於2002年論文認為這個團塊是偏心軌道上的一顆相當於木星質量的天體。軌道上聚集的塵埃與行星產生平均運動共振（它們的軌道周期與行星形成簡單的整數分數比）導致團塊形成。
天文學家在2003年曾提出一種假設，認為一顆約當海王星質量的天體經歷超過5千6百萬年的時間，從40天文單位遷徙至65天文單位的位置，這個公轉軌道比較遙遠，可以讓岩石行星在比較接近織女星位置形成。這種行星遷徙可能需要與另一顆行星的重力產生交互作用，該行星質量更大，但是公轉軌道較小。
天文學家在2005年使用昴星團望遠鏡日冕儀進一步確認這顆環繞織女星的行星質量介於木星的5至10倍之間。天文學家在2007年使用更新且更敏銳布爾高原（Plateau de Bure）干涉儀來觀側該團塊，觀測結果顯示塵埃盤平滑且對稱，並未發現先前觀測到的團塊，假設的氣體巨行星是否存在也有疑慮。
雖然人類還不能直接看見這顆環繞著織女星的行星，但也不能排除行星系統的存在。因此可能有更接近恆星，軌道比較小的類地行星存在。行星環繞織女星的軌道傾角可能對準這顆恆星的赤道平面。如果人類站在環繞織女星的假設行星上觀看星空，太陽只是位於天鴿座的一顆4.3等暗星。

## 语源和文化象征
阿拉伯人稱織女星為wāqi‘（意為「掉落」或「著陸」），而an-nasr al-wāqi‘則指「掉落的老鷹」。埃及天文学家Al Achsasi Al Mouakket制定的星表則稱這顆恆星為Al Nesr al Waki，後來譯成拉丁語Vulture Cadens。古埃及將這星座視為秃鹰，而古印度則將這星座視為老鷹或秃鹰。阿方索十世下令编製的《阿方索星表》（Alfonsine Tables）亦有記錄織女星的阿拉伯語名稱。
地球自转，恒星位置每晚都会变，然而如果一颗恒星位于地球自转轴指向的位置时，它任何时候都会保持在固定的位置，这种恒星称为指极星。地球自转轴的位置随着一个称为进动过程而逐渐发生变化。每个完整的进动周期需要25770年，这期间地球的旋转轴在天球上画出一个圆形轨迹，这轨迹会接近几颗著名恒星。当前这颗星是北极一，但是大约公元前12000年，地轴离织女星大概只有5°。随着进动持續，地轴会在约公元1萬4千年的时候重新接近织女星。它將是歷史上最明亮的北极星。
对北波利尼西亚人来说，织女星是众所周知的年星（whetu o te tau）。它在历史上曾象徵新年开始，应该准备播种，但这功能最终由昴星团替代。

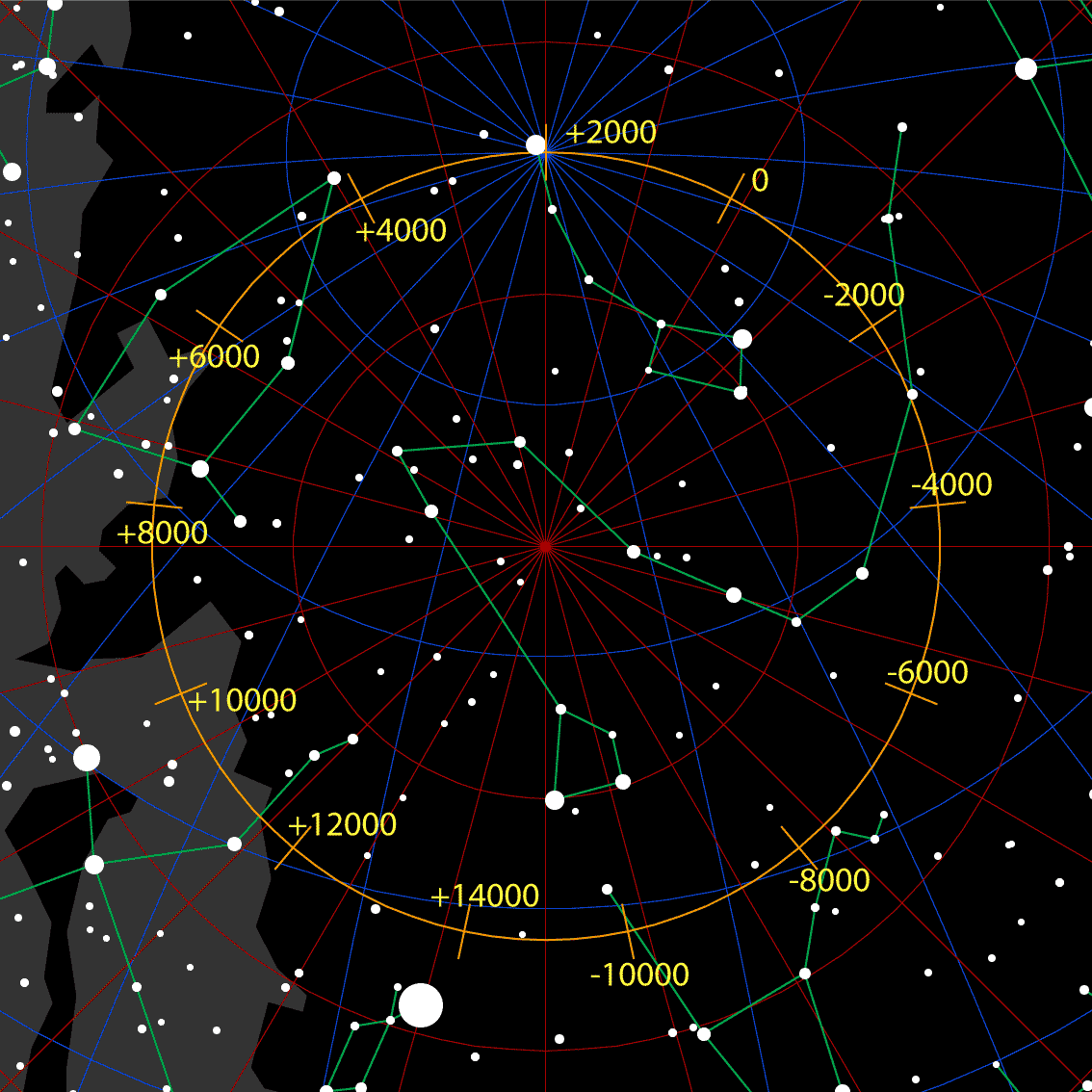
恆星在天球北極的移動路徑，織女星是附近最明亮恆星

亚述人把织女星称为“天堂判官”（Dayan-same），而阿卡德语则称它为“天堂之魂”（Tir-anna）。在巴比伦天文学中，织女星可能曾经是称为Dilgan（意为“光之信使”）的恒星之一。对古希腊人来说，天琴座是俄耳甫斯（Orpheus）的竖琴，而织女星就是竖琴的柄。而在罗马帝国，秋天的起点就是基于织女星在特定时刻从地平线升起的时候开始。
中国神话有七夕故事，讲述牛郎（牛郎星）和两个孩子（河鼓一和河鼓三）与他们母亲织女（织女星）遭银河分隔，然而喜鹊会在每年中国农历七月初七於银河上搭桥，讓牛郎和织女短暂相会。日本七夕节（Tanabata）把织女星称作「織姫」也是根據这个传说。
织女星在拜火教中有时候会与叫Vanant（意思是“征服者”）的小神联系在一起。织女星在印度神话称作Abhijit。摩诃婆罗多的作者广博仙人（毗耶娑，Maharshi Vyas）在摩诃婆罗多的森林篇（Vana Parva，Chap.230，Verses 8-11）这章提到：“昴星团與織女互相競爭，所以它在夏季至點現身，於是織女從夜空中消失”。P·V·Vartak在著作《The Scholarly Dating of Mahabharat》中認為這是因為織女星從西元前12000年開始逐漸接近天球極點所致。
中古時代的占星术學者將織女星視為吉普賽人星其中之一，認為它與橄欖石及香薄荷有關。德國卡巴拉學者海因里希·科尼利厄斯·阿格里帕（Heinrich Cornelius Agrippa）使用卡巴拉符號來表示織女星（當時稱為Vultur cadens）。Waghi、Vagieh及Veka在中古時代星表中都代表織女星。
雪佛蘭於1971年推出Chevrolet Vega，成為第一款以恆星命名的汽車。歐洲太空總署研發的織女星運載火箭及洛克希德公司生產的Lockheed Vega都以織女星命名。英國企鵝咖啡館樂團也將織女星當作歌曲名稱，收錄於《Concert Program》專輯中。

## 外部連結
- . SolStation.   [2005-11-09]. （原始内容存档于2005-12-27）.
- Gilchrist, Eleanor; Wyatt, Mark; Holland, Wayne; Price, Douglas Pierce; Maddock, Julia. . 天文聯合中心. 2003-12-01  [2007-11-10]. （原始内容存档于2009-09-23）.
- Gay Yee Hill and Dolores Beasley. . 史匹哲太空望遠鏡. 2005-01-10  [2007-11-02]. （原始内容存档于2007-05-18）.
- Sir Harry Kroto, NL presents eight Astrophysical Lectures including discussion of Vega（页面存档备份，存于）由Vega Science Trust（英语：Vega Science Trust）提供的Freeview videos